# يوكو مينامينو
يوكو مينامينو (باليابانية: 南野 陽子) ممثلة ومغنية يابانية، ولدت يوم 23 حزيران 1967 في مدينة إتامي.

## أعمالها

### أفلام
- بينو (1987) - بينو هانامورا.

### مسلسلات
- سوكيبان ديكا (1985) - ساكي أساميا.

## روابط أضافية
- يوكو مينامينو على موقع IMDb (الإنجليزية)
- يوكو مينامينو على موقع ميوزك برينز (الإنجليزية)
- يوكو مينامينو على موقع أول موفي (الإنجليزية)
- يوكو مينامينو على موقع أول ميوزيك (الإنجليزية)
- يوكو مينامينو على موقع ديسكوغز (الإنجليزية)
- يوكو مينامينو على موقع قاعدة بيانات الفيلم (الإنجليزية)
- يوكو مينامينو على موقع ANN person (الإنجليزية)
- (باليابانية) K Dash Group (وكالة مواهب)
- (باليابانية) 南野陽子.net (موقع المعجبين)